# Биркины
Биркины — русский дворянский род, из рязанских бояр.
При подаче документов в 1686 году для занесения рода в Бархатную книгу была подана родословная роспись Биркиных.

## Происхождение и история рода
Родословие их начинается с Ивана Михайловича, служившего наместником при великом князе рязанском Федоре Олеговиче (который княжил в первых годах XV века). Сын его, Иван Иванович, носил прозвище Бирка, и по этому прозвищу потомки его стали писаться Биркиными.
Многие члены этого рода бывали в походах и служили воеводами. Алексей Данилович; Филипп Кирилович; Родион Петрович был послом в Грузии (1587—1589). Василий Григорьевич находился воеводой: в Пронске (1583), в Воронеже в (1586), в Ряжске (1593).
Иван Иванович был воеводой в Березове (1600), в Мангазее (1613—1620). Иван Васильевич — московский дворянин в (1627), первый судья в Патриаршем приказе (1626—1631), пожалован ясельничим и назначен первым судьёй Конюшенного приказа (1631), занимал должность ясельничего в течение десяти лет, пожалован думным дворянином (1641), (ум.1643).
Биркины в XVII веке служили в стряпчих, стольниках и дворянах московских.
В списке (1699) владельцев населённых имений находится один Биркин.

## Описание герба
В щите, имеющем серебряное поле, изображён воин в латах, стоящий по колено в воде, держащий в правой руке лук.
Щит увенчан обыкновенным дворянским шлемом с дворянской короной, на поверхности которой виден колчан с тремя стрелами, из них одна вылетает из колчана, а две по сторонам крестообразно означены и посредине перевязаны голубою лентою. Намёт на щите голубой, подложенный серебром. Щит держит с правой стороны единорог, а с левой — лев. Герб рода Биркиных внесён в Часть 3 Общего гербовника дворянских родов Российской империи, стр. 17.

## Известные представители
- Биркин Василий Васильевич — стольник (1627—1640).
- Биркин Самуил Иванович — стольник (1627—1629), московский дворянин (1629—1640), воевода в Тамбове (1641).
- Биркин Фёдор Васильевич — московский дворянин (1676—1677).
- Биркин Михаил Васильевич — стольник царицы Прасковьи Фёдоровны (1686), стольник (1687—1692).
- Биркин Алексей Васильевич — стольник (1690—1692), воевода в Нарыме и Кетском остроге (1693)[4].
- Биркин, Иван Иванович — русский военный и государственный деятель начала XVII века.
- Биркин, Дмитрий Гаврилович (1818—1886) — русский генерал-лейтенант, начальник Киевского военно-инженерного управления. Награждён орденом Белого Орла.
- Биркин, Лев Сергеевич (1852—1924) — управляющим делами мелкого кредита Министерства финансов в 1905—1912 годах, сенатор.